# La Iglesuela del Tiétar
La Iglesuela del Tiétar es un municipio español perteneciente a la provincia de Toledo, en la comunidad autónoma de Castilla-La Mancha. Se encuentra vinculada geográficamente a las comarcas de la Sierra de San Vicente y del Valle del Tiétar.  El término municipal tiene una población de 451 habitantes (INE 2024).

## Toponimia
Aunque existen restos asentamientos en la prehistoria y documentos de Alfonso VII que nombran el nombre de Luçulema en las cercanías del Tiétar, estos no concretan el origen de la población actual. El término La Iglesuela se debe al primitivo y pequeño templo construido donde ahora está ubicada la iglesia. La construcción de asentamientos en sus alrededores dio lugar al pequeño municipio de La Eglesuela de Guaryerva. El cual recibió este nombre hasta el año 1276, en el que se encuentra el primer documento escrito, que concede estas tierras el rey Alfonso X el Sabio a Velasco Velázquez de Ávila quien cambió su nombre por Florida por la abundante vegetación que todavía alberga. Aunque se desconoce la fecha, el nombre de Florida fue sustituido por un diminutivo de su anterior nombre La Yglesuela que con el paso del tiempo se cambió la y griega por la I latina.
En septiembre de 2015 el equipo de gobierno municipal mostraba su intención de añadir al nombre del municipio «del Tiétar» por razones turísticas y de arraigo a su comarca geográfica. En mayo de 2016 el consistorio comunicaba a los vecinos la celebración de una consulta popular durante el mes de agosto de ese mismo año. Fue el 2 de septiembre de 2016 cuando se contabilizaron los votos, quedando de esta forma. De los vecinos que ejercieron su derecho a voto el 19,56 % optó por seguir con el nombre de La Iglesuela y el 80,44 % por la modificación a La Iglesuela del Tiétar. El 24 de abril de 2018 se aprobó el cambio de denominación de la localidad, mediante un acuerdo publicado el día 4 de mayo de ese mismo año en el Diario Oficial de Castilla-La Mancha.

## Geografía
La localidad se encuentra situada en el valle del Tiétar, entre las sierras de San Vicente y Gredos. Concretamente está situado en el límite norte de la provincia de Toledo, lindando con la de Ávila. Pertenece a la comarca de la Sierra de San Vicente. La Iglesuela linda con los términos municipales de Mijares y Casavieja al norte, La Adrada y Fresnedilla al este, en la provincia de Ávila, El Real de San Vicente y Almendral de la Cañada al sur, y Sartajada al oeste, en la de Toledo.
| Noroeste: Mijares (Ávila) | Norte: Casavieja (Ávila)    | Noreste: Piedralaves y La Adrada (Ávila) |
| Oeste: Mijares (Ávila)    |                             | Este: La Adrada y Fresnedilla (Ávila)    |
| Suroeste: Sartajada       | Sur: Almendral de la Cañada | Sureste: El Real de San Vicente          |

Por el término municipal circulan diversos cursos de agua. Entre ellos destaca el río Tiétar, el cual, a escasos kilómetros hace frontera con la provincia de Ávila. Sobre él se alzan dos puentes casi contiguos, uno de ellos de origen vetón, y la garganta Torinas, que separa a la localidad de las poblaciones de Almendral de la Cañada y Sartajada.[cita requerida]

## Historia
Se desconoce la fecha de su fundación aunque parece ser que ya existía en la época romana, por los restos arqueológicos hallados, como varios dólmenes y los puentes del río Tiétar y la garganta de Torinas. 
En la época de los árabes era una villa independiente, pero tras la reconquista pasó a pertenecer a la Comunidad de Villa y Tierra de Ávila.
En 1393 la localidad, como aldea perteneciente a La Adrada (aunque ya en 1591 la localidad contaba con más vecinos que La Adrada), se independiza junto a esta última del territorio abulense mediante la formación del señorío homónimo de La Adrada, que comprendía también los núcleos de La Adrada, Sotillo de la Adrada, Piedralaves, Casavieja, Fresnedilla y Casillas. La aldea consiguió durante el reinado de Felipe IV jurisdicción propia, comprándosela al señorío de La Adrada en 1641. Pero no fue hasta el siglo XVIII cuando La Iglesuela experimentó su gran crecimiento económico. Es esta época se construyeron la mayoría de edificaciones que hoy conocemos. Como los Pozos de agua, los molinos, el tejar, la mayoría de viviendas y por su puesto la actual iglesia.
Al igual que la mayoría de pueblos de la comarca de la Sierra de San Vicente, La Iglesuela perteneció a la provincia de Ávila hasta 1833, cuando pasó a la de Toledo. Pero no fue hasta el 1955 cuando dejó de tener vinculación eclesiástica, dejando de pertenecer a la diócesis de Ávila para hacerlo en la de Toledo.

## Demografía
Cuenta con una población de 451 habitantes (INE 2024).
| Gráfica de evolución demográfica de La Iglesuela entre 1842 y 2021                                                    |
| |
| Población de derecho según los censos de población del INE. Población de hecho según los censos de población del INE. |

| 474                       | 459 | 450 | 435 | 427 | 427 | 415 | 427 | 419 | 411 | 414 | 427 | 430 | 422 | 412 | 441 | 448 | 448 | 430 |
| (Fuente: INE [Consultar]) |     |     |     |     |     |     |     |     |     |     |     |     |     |     |     |     |     |     |

NOTA: La cifra de 1996 está referida a 1 de mayo y el resto a 1 de enero.

## Símbolos
Las descripciones del escudo heráldico y la bandera que representan al municipio fueron aprobadas el 11 de junio de 1993. El escudo se blasona de la siguiente manera:

Escudo partido: Uno de verde, una torre de iglesia de oro; dos de plata una encina verde arrancada. El escudo se timbra, con la corona real cerrada.
Diario Oficial de Castilla-La Mancha nº 45 de 18 de junio de 1993

Escudo de La Iglesuela de Tiétar

La descripción de la bandera es la siguiente:

Bandera rectangular, de proporciones 3/5, dividida horizontalmente en dos mitades, de color verde la superior y rojo la inferior, con un triángulo de color blanco cuya base coincide con el asta y cuyo vértice está en el centro del paño. Sobre este triángulo se dispone el escudo de armas municipal timbrado.
Diario Oficial de Castilla-La Mancha nº 45 de 18 de junio de 1993

## Administración
| Periodo   | Nombre                          | Partido |
| --------- | ------------------------------- | ------- |
| 1979-1983 | Maximino Nieto Rubio            | UCD     |
| 1983-1987 | Ángel Nieto Navas               | PSOE    |
| 1987-1991 | Elías Buitrago Peñas            | PSOE    |
| 1991-1995 | Luisa M. Peña Muñoz             | PP      |
| 1995-1999 | Gregorio Buitrago Cañas         | PP      |
| 1999-2003 | Gregorio Buitrago Cañas         | PP      |
| 2003-2007 | Gregorio Buitrago Cañas         | PP      |
| 2007-2011 | Gregorio Buitrago Cañas         | PP      |
| 2011-2015 | Víctor Eduardo Elvira Rodríguez | PSOE    |
| 2015-2019 | Víctor Eduardo Elvira Rodríguez | PSOE    |
| 2019-2023 | Víctor Eduardo Elvira Rodríguez | PSOE    |
| 2023-act. | Víctor Eduardo Elvira Rodríguez | PSOE    |

## Patrimonio
- Puentes romanos: se habla en el pueblo de la existencia de dos puentes romanos, uno que se encuentra en el camino que lleva al vecino pueblo de Sartajada, en la Garganta Torinas. Y otro en la carretera de Casavieja, sobre el río Tiétar.
- Pozos de agua romanos: hay cuatro en el pueblo y otros cinco en los alrededores, perfectamente conservados.
- Iglesia parroquial de Santa María de la Oliva: construida en el siglo XVI. En su torre y tejados anidan las cigüeñas.
- Ermita de la Virgen de la Fuensanta: en perfecto estado de conservación.
- Ermita del Cristo de la Sangre: actualmente en ruinas, aunque se está intentando recuperar el edificio y su retablo.

## Fiestas
- 1 de mayo: romería de la Virgen de la Fuensanta.
- Un fin de semana de agosto: adorno de las calles. Consiste en engalanar las calles y los vecinos se agrupan por barrios para caracterizar una escena cualquiera de la vida o de una época.
- 8 de septiembre: Virgen de la Oliva. El día anterior, a las nueve de la noche, se hacen "las luminarias", que consiste en sacar a las puertas de las casas trastos viejos o cualquier otra cosa que se pueda quemar y se les prende fuego. A las 12 de la noche en la puerta de la iglesia se le hace la "ronda" a la Virgen y se le cantan coplas populares.
- Feria rural: se realiza en las mismas fechas que la antigua Feria de Ganado. Se celebra en "el Egido", gran pradera de pasto comunal a las afueras del municipio. Esta feria reúne a todo los habitantes del municipio y en él se vende artesanía, cerámica, velas de cera, viandas, productos de repostería, huevos y los niños del colegio también montan su tenderete con cosas hechas por ellos mismos.